# Etheostoma smithi
Etheostoma smithi es una especie de peces de la familia Percidae en el orden de los Perciformes.

## Morfología
Los machos pueden llegar alcanzar los 6,2 cm de longitud total.

## Distribución geográfica
Se encuentran en Norteamérica: Kentucky y Tennessee.